# Stade Chedly-Zouiten
Le stade Chedly-Zouiten (arabe : ملعب الشاذلي زويتن), fondé en 1942 sous le nom de stade Géo-André, est un stade tunisien situé dans le quartier du Belvédère à Tunis.
Il s'agit d'un stade polyvalent de 18 000 spectateurs, qui a abrité la coupe d'Afrique des nations 1965. Il est rénové pour accueillir deux rencontres de la coupe d'Afrique des nations 1994. Longtemps stade principal de la capitale, il est supplanté par le stade olympique d'El Menzah en 1967 puis par le stade olympique de Radès en 2001, tous deux plus grands et plus modernes.
Le Stade tunisien, troisième club de la capitale, y élit domicile jusqu'en 2011, année de l'inauguration de son propre stade, le stade Hédi-Enneifer.

## Histoire

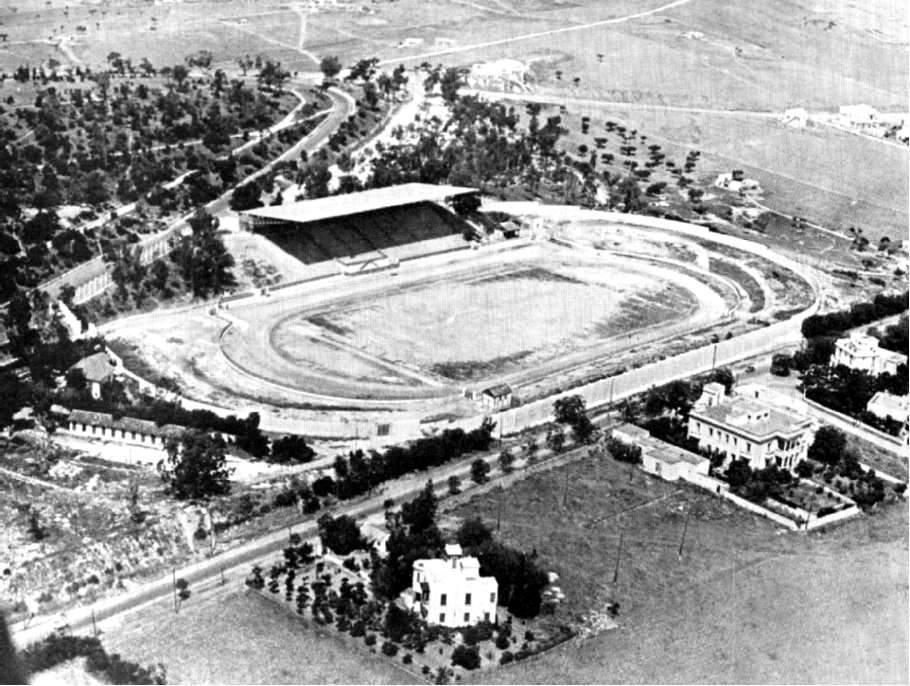
Vue du stade Géo-André.

Construit en 1942, il porte le nom de Géo André, un sportif français tué durant la campagne de Tunisie, avant de prendre celui de Chedly Zouiten, une figure du football tunisien. La municipalité de Tunis le ferme le 17 novembre 2006 pour procéder à des travaux de rénovation estimés à 3,4 millions de dinars et provoqués dans un premier temps par des défauts des canaux d'évacuation des eaux pluviales. Ce coût englobe la rénovation du réseau d'assainissement et de drainage des eaux pluviales, la rénovation de la tribune d'honneur, de la tribune de presse, des gradins côté pelouse, des vestiaires, des installations électriques ; les travaux sont lancés le 2 janvier 2009 pour une durée de dix mois. Ce n'est que le 20 mai 2012 que le stade est finalement rouvert.
En recherche d'un stade propre à l'équipe football de son club, Slim Riahi, président du Club africain, propose en février 2013 une offre officielle à l'État tunisien concernant l'acquisition du stade.
Le stade est célèbre pour le décès à la suite d'un arrêt cardiaque du footballeur tunisien Hédi Berrekhissa, le 4 janvier 1997, lors d'un match amical entre son club de l'Espérance sportive de Tunis et l'Olympique lyonnais.

## Équipements
Le stade abrite deux terrains de football gazonnés, dont l'un pour l'entraînement et l'autre pour les compétitions sportives nationales et internationales, un terrain de handball, une piste de 400 mètres, deux fosses de saut, deux stands de tir, une rivière de steeple.